# گندالف
گندالف (به انگلیسی: Gandalf) شخصیتی تخیلی و قهرمان داستان در رمان‌های هابیت و ارباب حلقه‌ها نوشتهٔ جی. آر. آر. تالکین است. او یک جادوگر از دسته ایستاری بود که رهبری و هدایت یاران حلقه را بر عهده داشت.
گندالف به‌عنوان جادوگر، به‌دلیل حمل یکی از حلقه‌های قدرت از قدرت فراوانی برخوردار است، اما بیشتر کارهایش را با روحیه‌دادن و متقاعدکردن انجام می‌دهد. او با نام گندالف خاکستری هدف خود را آغاز کرد و دانشی عالی و مسافرت مداومی را دارا بود.  مأموریت همیشگی او مقابله با ارباب تاریکی، سائورون، بود. او با آتش همبستگی دارد و حلقه‌اش ناریا، حلقهٔ آتش است. او از آتش‌بازی لذت می‌برد و با این حلقه، هابیت‌های شایر را سرگرم می‌کرد و نیز از آتش به عنوان سلاح استفاده می‌کند. او یکی از مایارهاست که به همین دلیل روحی جاودانه دارد، اما در یک بدن فیزیکی انسان‌مانند در سرزمین میانه حضور دارد. گندالف می‌تواند در جنگ کشته شود، همان‌طور که به‌دست بالروگ در موریا کشته شد. او بعد از این مرگ با نام جدید گندالف سفید و به‌عنوان رهبر ایستاری دوباره به سرزمین میانه فرستاده می‌شود تا مأموریت خود را تکمیل کند.
تالکین یک بار گندالف را فرشته‌ای مجسم توصیف کرده‌است. در مجموعه فیلم‌های "ارباب حلقه‌ها" و "هابیت" ساختهٔ پیتر جکسون، نقش او را ایان مک‌کلن به تصویر کشیده‌است.

## پیشینه

### آمدن به سرزمین میانه
اولورین مایای بود که در باغ‌های ایرمو در والینور منزل داشت. به عنوان شاگرد نیه‌نا، اولورین به عنوان خردمندترین مایا معروف بود. او ترحم و صبر را از آموزگار خود آموخت. وقتی والار پنج فرستاده را در دوره سوم از بین مایار انتخاب می‌نمودند، مانوه اولورین را برگزید. چهار نفر دیگر سارومان، راداگاست، پالاندو و آلاتار بودند. فرستادگان به عنوان مشاوران برای مردم آزادی که علیه سائورون، که هنوز به عنوان یک شبح سیاهی از نفرت وجود داشت، به سرزمین میانه آمدند، انتخاب شدند. اگرچه بدن سائورون در ویرانی نومه‌نور از بین رفت، ولی بیشتر قدرتش در حلقهٔ یگانه جایی در سرزمین میانه، وجود داشت. اولورین به تصمیم مانوه گردن نهاد و والینور را به مقصد میت‌لوند در سال ۱۰۰۰ دوران سوم ترک نمود. او پس از دیگران تقریباً مصادف با ظهور سایهٔ سیاه (Necromancer) در میرک‌وود به سرزمین میانه رسید.
در میت‌لوند گندالف توسط گلورفیندل، دوستش از والینور که در مأموریتی مشابه قبلاً به سرزمین میانه فرستاده شده بود و کیردان کشتی‌ساز صاحب حلقهٔ ناریا (یکی از سه حلقهٔ الفی) مورد خوش‌آمد قرار گرفت. کیردان با وجود ظاهر خمیده و پیر اولورین در او قدرت و توانایی بالایی دید. کیردان حلقهٔ ناریا را با پیشگویی درگیری‌های آیندهٔ اولورین با نیروهای شر به او بخشید تا در کوشش‌های آینده‌اش حافظ و یاری‌کنندهٔ او باشد. بعد کیردان گفت: «ولی قلب من با دریاست و من در لنگرگاه‌های خاکستری زندگی می‌کنم تا هنگام درگذشتن آخرین کشتی‌غرب، من تا آن موقع منتظر تو خواهم نشست.»
بعد از آن اولورین اقامتش در سرزمین میانه را آغاز کرد. او در سال‌های زیادی که در سرزمین میانه زندگی کرد با نام‌های زیادی شناخته شد: الف‌ها او را میتراندیر نامیدند، زائر خاکستری، مردمان آرنور او را گندالف خواندند که به معروف‌ترین نامش تبدیل شد. او همچنین در جنوب به نام اینکانوس و در میان دورفها به نام تارخون معروف بود.
گندالف همچون ساحران دیگر ظاهر یک پیر مرد را برای خود برگزید. او در ردایی خاکستری از جایی به جای دیگر سفر می‌کرد و هیچ‌گاه یک‌جا برای مدت زیاد ساکن نمی‌شد و به رایزنی با مردمان مختلف می‌پرداخت. برعکس سارومان، گندالف به شرق سفر نکرد و جایی دائمی را برای اقامت برنگرید. ظاهراً گندالف فعالیت‌های خودش را در شمال غرب سرزمین میانه محدود کرده بود جایی که بازماندگان دونه‌داین و الدار به عنوان دشمنان سائورون زندگی می‌کردند.

### مراقبت‌های اولیه
حدود سال ۱۱۰۰ د.س. ایستاری و الدار متوجه شدند که موجودات شریر در دول‌گولدور و میرک‌وود رو به افزایش هستند. بعضی فکر کردند که نزگول برای مقابله برگشته‌است و بعضی نیز فکر می‌کردند که شیطان جدیدی ظهور کرده‌است. گندالف مطمئن نبود و فکر می‌کرد که ممکن است خود سائورون برگشته باشد.
در طی ۲۰۰ سال نیروهای پلید در میرک‌وود گسترش پیدا می‌کردند و واضح بود نیرویی آن‌ها را هدایت می‌کند. اُرکها در کوهستان مه‌آلود و جاهای دیگر زیاد شدند. ویچ‌کینگ، قوی‌ترینِ نزگول، قلعه‌ای را در آنگمار در سرزمین‌های شمالیِ غرب سرزمین میانه بنا کرد و جنگی ناتمام را علیه پادشاهای آرنور آغاز کرد. در این ضمن بر روی موریا و میناس ایتیل سایه گسترش یافت و طاعون بلایا ناگهان سرزمین میانه را تحت تأثیر شدید قرار داد. گندالف در سال ۲۰۶۳ به دول‌گولدور رفت تا راز آن را کشف کند؛ ولی روحی که در آنجا ساکن بود و به سایهٔ سیاه (Necromancer) معروف شده بود قبل از رسیدن گندالف از آنجا فرار کرده بود و هویتش مخفی ماند. بعد از آن به نظر رسید که دشمن عقب‌نشینی کرده و دوران صلح توأم با انتظار شروع می‌شود.
این صلح حدود ۴۰۰ سال پایدار ماند ولی سایهٔ سیاه در سال ۲۴۶۰ دوباره به دول‌گولدور بازگشت. در مقابل خردمندان ۳ سال بعد شورایی را به نام شورای سفید پایه‌گذاری کردند. اگرچه گالادریل صاحب یکی از حلقه‌های الفی و قویترین در بین الدار گندالف را به عنوان رئیس شورا در نظر داشت ولی این منصب در انتها به سارومان داده شد. (به خاطر دانش بیکران سارومان و همچنین رد کردن این وظیفه از طرف گندالف که می‌خواست آزادی و استقلالش را حفظ کند)
در سال ۲۸۵۰ گندالف دوباره وارد دول‌گولدور شد ولی این بار پنهانی این کار را کرد. در آنجا او بسیاری چیزها را متوجه شد. اول و مهم‌ترین چیز این بود که سایهٔ سیاه، نزگول نیست بلکه خود سائورون است. دوم گندالف تراین (دورفی از خانوادهٔ سلطنتی اره‌بور) را در سیاه‌چال دول‌گولدور پیدا کرد. آخرین (هفتمین) حلقهٔ دورفی از او گرفته شده بود و سائورون تمام حلقه‌های قدرت را برای خود جمع می‌کرد و احتمالاً به دنبال پیدا کردن حلقهٔ یگانه بود.
گندالف از دول‌گولدور فرار کرد و به شورای سفید بازگشت. او بعد از بازگو کردن کشفیاتش از شورا درخواست کرد که به سائورون قبل از اینکه حلقهٔ یگانه را بیابد و قدرتش کامل شود حمله کنند ولی سارومان گفت که بهتر است دست نگه دارند و تماشا کنند. چرا که می‌گفت حلقه مدت‌ها پیش در آندوین افتاده و آب آن را به دریا برده‌است. اکثریت شورا با سارومان موافق بودند. الروند نیم‌الف یکی ار قوی‌ترین اعضای شورا بعداً به صورت خصوصی به گندالف گفت که غیب‌گویی داشته که در آن حلقه پیدا می‌شود و جنگ نهایی دوران بر سر آن به وقوع می‌پیوندد و اضافه می‌کند که او می‌ترسد که نتیجهٔ این جنگ پیروزی تاریکی و نابودی جهان باشد. گندالف به او روحیه می‌بخشد و می‌گوید که شانس‌های عجیب بسیاری وجود دارد و «کمک از طرف ضعیف‌ترین افراد می‌رسد». گندالف آن موقع هنوز نمی‌دانست که سارومان حلقه را برای خود می‌خواهد و پنهانی کف آندوین را برای یافتن آن جستجو می‌کند.

### جستجو برای اره‌بور
در سال ۲۹۴۱ هنگامی که گندالف شبی را در مهمانخانهٔ بری می‌گذراند با تورین سپر بلوط یکی از فرمانروایان دورف برخورد کرد. تورین بحثی را آغاز نمود. او احساساتی عجیب داشت که او را مجبور به رای‌زنی با گندالف و جستجوی او کرده بود. گندالف نیز متعاقباً در جستجوی تورین بود ولی این امر را آشکار نکرد. آن‌ها متوجه شدند که راهشان تا مدتی با هم مشابه‌است (تورین از شایر عبور می‌کرد تا به اردلوین برود) و آن‌ها موافقت کردند که با هم سفر را ادامه دهند. تورین در جستجوی مشاورت گندالف بود و گندالف می‌خواست با تورین در مورد اسماگ اژدها صحبت کند.
سرانجام گندالف نقشه‌ای طراحی کرد که تورین اسماگ را نابود کند و خوشبختی نژادش را محقق سازد البته با انتخاب یکی از عاملین نقشه توسط خود گندالف. گندالف حس می‌کرد که در این کار باید هابیتی را دخالت دهد و در ذهن هابیتی ماجراجو که چند سال پیش او را ملاقات کرده بود به نام بیلبو بگینز در نظر داشت. اگرچه در آن زمان بیلبو هنوز فاصلهٔ زیادی با ماجراجو داشت. در انتها گندالف بگینز بی‌میل را به این کار ملزم کرد و بعد از آن گندالف تورین و یارانش را تا ریوندل همراهی کرد. در طی این سفر گندالف شمشیری به نام گلامدرینگ را از گنجینه‌های یک ترول بدست آورد و تا آخر عمر آن را به همراه داشت.
در حین گذر از کوهستان مه‌آلود گندالف گروه را بسیار یاری کرد و چندین بار آن‌ها را از بلایای مختلف و از شر اورک‌ها رهایی داد. در این موقع بود که بیلبو حلقهٔ جادویی را یافت. او ادعا کرد که حلقه را از موجودی به نام گالوم هنگامی که گروه در زیر کوه بودند، برنده شده‌است. تأثیر حلقه بر روی بیلبو این بود که هنگامی که آن را به انگشت می‌کرد نادید می‌شد و کسی یارای دیدن او نبود. بیلبو این راز را تا مدت‌ها از گندالف پنهان ساخت. در این سفر گندالف از هابیت بسیار شگفت زده شد. تا آن هنگام خردمندان به هابیت‌ها توجه چندانی نداشتند و در مورد آن‌ها بسیار کم می‌دانستند. گندالف در ادامهٔ سکونتش در سرزمین میانه تحقیق زیادی در مورد هابیت‌ها نمود و علاقهٔ زیادی به نژاد آن‌ها و مخصوصاً خانواده بگینز نشان داد.
گندالف سردستگی مأموریت را در نیمه کار به خود گروه سپرد و آن‌ها را ترک کرد. مأموریت با موفقیت انجام شد، اسماگ کشته شد و اورک‌ها و وارگهای کوهستان مه‌آلود توسط اتحاد دورف‌های اره‌بور، مردمان دیل و الف‌های ناندور از میرک‌وود در جنگ پنج سپاه شکست خوردند. گندالف به هدفش برای کشتن اسماگ که سائورون می‌توانست از او به عنوان خطری بزرگ استفاده کند، رسید و همچنین تعداد زیادی اورک و وارگ کشته شدند که باعث شد ریوندل و لوتلورین از تهدید اورک‌های کوهستان مه‌آلود در امان بماندند.

### جنگ حلقه

#### بازگشت سایه
گندالف تورین و گروه را قبل از رسیدن به مرز میرک‌وود ترک گفت تا به جلسهٔ شورای سفید که در جنوب برگزار می‌شد برود. شورا به دلیل اوضاع نابسامان دوران دور هم جمع شده بودند. قدرت عظیم سائورون حتی بدون داشتن حلقه‌اش بازگشته بود. گندالف بالاخره شورا را راضی به حمله به دول‌گولدور کرد با این تفاوت که این بار سارومان نیز با این کار موافق بود زیرا می‌خواست سائورون را از جستجو برای حلقه بازدارد چرا که او را رقیب خود می‌پنداشت. شورا قوای خود را بر روی دول‌گولدور متمرکز کرد و سائورون را از میرک‌وود راند.
برخلاف امید شورا، سائورون با این حمله ضعیف نشد چرا که از قبل چنین عملی را پیش‌بینی کرده بود و عقب‌نشینی‌اش تظاهری و دروغین بود. ده سال پس از اینکه از میرک‌وود رانده شد در سال ۲۹۵۱ حضور خود در موردور را علناً اعلام کرد و برج باراد-دور را دوباره بنا کرد. پس از آن سائورون به جمع‌آوری و افزایش نیروهایش پرداخت تا آخرین ضربه را به خصم قدیمی‌اش، بازماندگان نومه‌نور و باقی‌ماندهٔ الدار وارد سازد. سائورون ایسترلینگها را از خاند در آن طرف دریای رون برای تقویت مواضعش در موردور احضار کرد. آن‌ها همچنین توسط نیروهای هاراد تقویت می‌شدند. اورک‌ها، ترول‌ها و دیگر موجودات شریر در موردور رو به افزایش بودند. در این حال خادمان سائورون آندوین را برای یافتن حلقهٔ یگانه جستجو می‌کردند. با وجود وحشتی که موردور در سرزمین میانه بوجود آورده بود، سائورون در سال ۳۰۱۸ نزگول را برای یافتن حلقه به شمال فرستاد.
در حین این مدت گندالف بارها به شایر رفت‌وآمد کرد و از آنجا بازدید می‌کرد به خصوص از دوستش بیلبو بگینز و برادرزادهٔ او فرودو. او متوجه جوانی غیرعادی بیلبو با وجود افزایش سنش شده بود. در این زمان گندالف در مورد آن حلقهٔ جادویی که بیلبو در ماجراجویی‌اش یافته بود مظنون شد و ذهنش را مشغول کرد. گندالف داستان اول بیلبو مبنی بر اینکه حلقه را به حق بدست آورده به‌یاد می‌آورد - بعدها بیلبو اعتراف کرد که حلقه را از گالوم دزدیده‌است. رفتار و کردار و مشغلهٔ بیش از حد بیلبو به حلقه‌اش ظن گندالف را بیشتر کرد. گندالف بیلبو را ملزم به سپردن حلقه به فرودو کرد و همچنین به فرودو اخطار داد که از حلقه استفاده نکند. گندالف به این موضوع که حلقهٔ جادویی یکی از حلقه‌های قدرت است بدگمان شده بود.
در سال ۲۹۵۶، گندالف، آراگورن (وارث پنهان تاج و تخت آرنور) را ملاقات کرد و سریعاً با او دوست شد. آن دو بعد از آن بسیاری کارها را با کمک یکدیگر انجام دادند تا پایان دوران و نابودی سائورون. گندالف با کمک آراگورن گالوم را پیدا کرد و اطلاعات مهمی از او بیرون کشید و او در سال ۳۰۱۷ با کنار هم گذاشتن اطلاعات گالوم و اسنادی که در میناس‌تریت بدست‌آورده بود تاریخچهٔ گمشدهٔ حلقه را تدوین و کشف کرد. ترسی عظیم بر گندالف چیره شد هنگامی که فهمید گالوم توسط سائورون زندانی شده و بعد از شکنجه نه تنها از سرگذشت حلقه آگاه شده بلکه حالا نام‌های شایر و بگینز را هم شناخته‌است. در این موقع گندالف با عجله به شایر برگشت و مطمئن شد که حلقهٔ فرودو فقط یکی از حلقه‌های قدرت نیست بلکه خود حلقهٔ یگانهٔ سائورون است.

#### خیانت سارومان
پس از اینکه ترس‌های گندالف به واقعیت پیوست او به شایر رفت و فرودو را تفهیم کرد که شایر دیگر جای امنی برای او و حلقه نیست و باید سریعاً آنجا را ترک کند و قول داد که قبل از سالگرد خداحافظی بیلبو برای همراهی و کمک به فرودو در سفرش به ریوندل به شایر بازگردد. بعد از آن گندالف برای یافتن مشاوره‌ای از سارومان که هنوز رئیس شورا و جادوگران بود عازم شد.
گندالف بعد از شنیدن خبرهای راداگاست، نامه‌ای خطاب به فرودو به بارلی‌من باتربار داد (که هیچگاه به مقصد فرستاده نشد) و در آن گفته بود که سریعاً و بدون تأخیر نقشه‌اش را اجرا کند. وقتی گندالف به آیزنگارد رسید و با سارومان مشورت کرد سارومان بالاخره میلش به حلقهٔ یگانه را آشکار کرد و به دوست قدیمی و یاری‌دهنده‌اش پیشنهاد کرد که در یافتن و تصاحب حلقه به او کمک کند. گندالف این پیشنهاد را با ترسی عظیم پس زد و توسط سارومان در نوک برج اورتانک زندانی شد. گواهیر سردستهٔ عقابان به زودی سر رسید و گندالف را از زندانش فراری داد. گندالف می‌دانست که باید به سرعت به شایر برود چرا که حالا فرودو هم از طرف نزگول‌های سائورون و هم از طرف سارومان خیانت‌کار در خطری بزرگ قرار داشت.
گندالف به روهان رفت تا مرکبی سریع برای خود پیدا کند. آنجا او شدوفکس را از شاه تئودن گرفت که بعدها او را پس فرستاد. این ارباب اسب‌ها و گندالف ارتباطی عجیب با هم پیدا کردند و گندالف توانست با او به سرعتی عظیم و باورنکردنی دست یابد.
گندالف با سرعت به شایر رفت و متوجه شد که فرودو خوشبختانه آنجا را قبل از رسیدن گندالف ترک کرده و به طرف ریوندل رفته‌است. وقتی گندالف به آنجا رسید متوجه شد که نزگول در لباس سوارانی سیاه منطقه را جستجو می‌کنند. او وحشت‌زده به بری رفت و متوجه شد که هابیت‌ها شهر را همراه استرایدر (نام محلی آراگورن در آن مناطق) ترک کرده‌اند و این امیدی فراتر از انتظاراتش بود. گندالف به ودرتاپ رفت مکانی بلند و قدیمی تا از آنجا زمین‌های اطراف را بررسی کند و در آنجا توسط نزگول در شب غافلگیر شد و جنگی بزرگ از نور و آتش بین آن‌ها درگرفت که در انتها آن‌ها مجبور به عقب‌نشینی شدند. بعد از آن گندالف مستقیم به ریوندل رفت و چند روز پس از رسیدنش گلورفیندل، آراگورن و چهار هابیت به ریوندل رسیدند. فرودو به شدت زخمی بود ولی همچنان حلقه را در تصاحب خود داشت.

#### یاران حلقه
بعد از بهبودی فرودو، الروند شورایی را برپا کرد تا در مورد حلقه تصمیمی اتخاذ شود. از روی شانس نماینده‌ای از تمام مردمان آزاد سرزمین میانه به دلایل مختلف خود در آن زمان در ریوندل حضور داشتند. الروند و گندالف پیشنهاد کردند که حلقه باید در آتش اردوروین همان‌جایی که بوجود آمده‌است نابود شود. دیگران نظرات و صحبت‌های دیگری داشتند ولی سرانجام با نقشهٔ گندالف موافقت کردند. الروند ۹ نفر را برای همراهی حلقه انتخاب کرد که از نظر عدد با تعداد نزگول‌های سائورون برابری می‌کردند. تعداد کم یاران به این دلیل بود که الروند و دیگر اعضای شورا فکر می‌کردند که موفقیت در این مأموریت به زور بازو و قدرت بیشتر نیست بلکه باید در خفا و داشتن شانس زیاد پیش رود. گندالف به عنوان رهبر گروه انتخاب شد و اعضای دیگر گروه آراگورن، برومیر، لگولاس الف، گیملی دورف، فرودو بگینز، سم‌وایز گمجی، پره‌گرین توک و مریادوک برندی‌باک بودند.
موانع زیادی بر سر راه گروه بود. کوهستان مه‌آلود عظیم باید پشت سر گذاشته می‌شد چرا که گندالف نمی‌خواست گروه را به آیزنگارد نزدیک کند. گندالف تصمیم گرفت که گروه راه جنوب را پیش گیرد و از ردهورن‌پس گذشته و از کنار کارادراس کوهستان مه‌آلود را رد کنند و در این صورت از نزدیکی به آیزنگارد بپرهیزند. این نقشه عملی نشد زیرا قلهٔ کوه را طوفانی سهمگین دربر گرفت و راه گروه بسته شد و باعث شد که گروه راهش را به سمت موریا و گذر از آن تغییر دهد. موریا بازماندهٔ شهر بزرگ دورف‌ها خزد-دوم بود که ویران شده و اکنون لانهٔ اورک‌ها و موجود دیگری بود که با نام بلای جان دورین شناخته می‌شد. گروه از گذشتن از موریا نفرت داشت.
گروه مقابل دروازهٔ دورین در جناح غربی کوهستان مدتی معطل شد تا گندالف رمز و گذرواژه دروازه را پیدا کرد و گروه را به تاریکی موریا راهنمایی کرد. گندالف قبلاً یک مرتبه از موریا عبور کرده بود و با راه زیرزمینی آشنا بود. گروه در میانه راه به اتاق مزربول وارد شدند جایی که گندالف کتابی یافت که در آن داستان حرکت بالین برای متحد کردن دوبارهٔ موریا و شکست او را شرح داده بود. بزودی گروه مورد حملهٔ اورک‌ها قرار گرفتند و مجبور به فرار از حفره شدند. در آن موقع گندالف به خوبی از موقعیت و مکانشان آگاه بود و به سرعت گروه را به سمت خروجی شرقی راهنمایی کرد.
متأسفانه بلای جان دورین در نزدیکی پل خزد-دوم به گروه رسید. گندالف و لگولاس بی‌درنگ فهمیدند که آن چیست: بالروگ، خادم اولین ارباب تاریکی. در یک حرکت تماشایی گندالف مقابل بالروگ ایستاد و پل را درست در زیر پای او نابود کرد و بالروگ با فریادی دهشتناک فرو افتاد و سایهٔ آن به پایین شیرجه رفت و ناپدید شد. اما در همان حال که می‌افتاد تازیانه‌اش را تاب داد و تسمه‌های آن جنبید و دور قوزک پای ساحر حلقه زد و او را به مرز پرتگاه کشاند. تلوتلو خورد و افتاد و به عبث به سنگ چنگ انداخت و درون مغاک فرو غلتید؛ و به سمت گروه فریاد زد: «فرار کنید احمق‌ها!» و از نظر ناپدید شد. گندالف و بالروگ هر دو در مغاک ژرف و بی‌پایان سقوط کردند.
با این حال گندالف نمرد. آن‌ها در حفره‌های زیرزمینی آردا و تونل‌هایش با هم جنگیدند و گندالف با چسبیدن به دشمنش از پله‌های بی‌پایان گذر کرد تا به قلهٔ زیراک‌زیگیل رسیدند، جایی که او با بالروگ به مدت دو شبانه روز جنگید. شعلهٔ آتشِ بدن بالروگ، باد، برف و یخ در قلهٔ کوه به هم پیچیده بودند. گندالف از آخرین نیرویش استفاده کرد و بالروگ را به پایین قله انداخت. بعد از آن روح گندالف بدنش را ترک کرد، او جانش را قربانی یاران کرده بود.

#### گندالف سفید
روح گندالف برای همیشه سرزمین میانه را ترک نکرد. به عنوان تنها کس از ۵ ایستاری که بر مأموریت خود وفادار ماند، اولورین/گندالف توسط ارو به سرزمین‌های میرا بازگردانده شد و او دوباره همان گندالف شد. به عنوان یگانه مأمور والار در سرزمین میانه به او اجازه داده شد که قدرت ذاتی‌اش به عنوان یک مایار را بیش از پیش نمایان و استفاده کند. این قدرت که در او وجود داشت در باقی‌ماندهٔ زندگی‌اش در سرزمین میانه کمتر استفاده شد چرا که مأموریت او کمک به کسانی بود که در برابر سائورون می‌ایستند و نه مقابلهٔ رو در رو. با این‌حال مواقعی که خشم او برافروخته می‌شد خادمان اندکی از سائورون بودند که می‌توانستند در برابر آن تاب بیاورند.
هنگامی که او لخت بر قلهٔ کوه ایستاده بود گواهیر آمد و او را به لوتلورین برد. او در آنجا ملبس به لباسی جدید شد و گالادریل به او چوب دستی جدید هدیه داد. گندالف بزودی متوجه شد که فرودو و سام گروه را به قصد موردور ترک کردند تا تنها به آنجا سفر کنند. فرودو هم‌اکنون خارج از دسترس و دانش او بود پس به سرعت به جنوب و به سمت جنگل فنگورن سفر کرد جای که سه شکارگر (آراگورن، لگولاس و گیملی) را ملاقات کرد و پیغام گالادریل را به آن‌ها رساند. سپس او شدوفکس را فراخواند و با آن سه به طرف ادوراس راند. در آنجا آن‌ها جاسوس سارومان، گریمای مارزبان را یافتند که با فریفتن تئودن شاه به عنوان مشاورش او را به فردی ضعیف‌الاراده و سست تبدیل ساخته بود. گندالف به سرعت گریما را عزل کرد و تئودن را به رفتن به غرب و جنگ علیه سارومان تشویق کرد. گندالف در این موقع از روی تیزهوشی متوجه شده بود که جنگ آخر این دوران بزودی سر می‌گیرد. اگر سارومان روهان را تسخیر می‌کرد، گاندور باید تنها علیه دشمن از همه جناح‌ها مواجه می‌شد.
با تشویق گندالف، تئودن به سمت غرب و استحکامات گودی هلم حرکت کرد و بلافاصله در آنجا تحت حملهٔ آیزنگارد قرار گرفت. در این حین گندالف در جستجوی ارکنبراند و ارتش وست‌فولد بود، ارتشی که او به سمت گودی هلم رهبری کرد و محاصره آنجا را درهم شکست. در این هنگام انتها (همراه با مری و پی‌پین) علیه سارومان شوریدند و هورنها را علیه اورک‌ها فرستادند و منجر به نابودی کامل اورک‌های سارومان و نابودی تجهیزات و مقر سارومان شدند (برج اورتانک توسط نومه‌نوری‌ها ساخته شده بود لذا هیچ سلاحی بر نابودی آن کارساز نبود و خسارتی ندید). بعد از جنگ گندالف همراه آراگورن و تئودن و گروهی کوچک به اورتانک رفت. سارومان پیشنهاد گندالف را مبنی بر چشم پوشی از کارهای شریرانه‌اش با شرایط خاص نپذیرفت. گندالف چوبدستی او را شکاند و او را از ریاست جادوگران و شورا عزل کرد. گندالف مراقبانی از انتها را بر اورتانک گذاشت و به تئودن شاه پیشنهاد کرد که بدون فوت وقت به سمت گاندور براند. هم‌اکنون تمام ذهن جادوگر به سمت شرق و جنگ میناس‌تریت معطوف شده بود.

#### محاصرهٔ میناس‌تریت
به عنوان پاداش برای کار احمقانهٔ پی‌پین و نگاه کردنش در پلانتیر، گندالف او را با خود به میناس‌تریت، آخرین استحکامات آدمیان آزاد در سرزمین میانه برد. بعد از رسیدن آن‌ها به شهر، گندالف با دنتور دوم کارگذار شهر ملاقات کرد و متوجه شد که او به‌خاطر مرگ پسر بزرگش رو به افسردگی و زوال است. در ظاهر آن‌ها با هم متحد بودند ولی دنتور با گندالف با بی‌اعتمادی و بی‌احترامی برخورد کرد. وقتی فارامیر، پسر کوچک‌تر کارگذار از اوزگیلیات که تحت حملات شدید موردور بود عقب‌نشینی کرد و توسط نزگول‌ها تعقیب می‌شد گندالف سوار بر شدوفکس با نیروی جادویی عظیمی آن‌ها را پس زد. بعداً فارامیر به او گفت که فرودو و سام زنده‌اند و به سمت موردور رفته‌اند.
شهر بزودی توسط نیروهای عظیم موردور که توسط ویچ‌کینگ رهبری می‌شد، محاصره شد. تصمیم ضعیف و خودپسندانهٔ دنتور مبنی بر ضدحمله به اوزگیلیات نتیجه‌ای جز زخمی شدن شدید فارامیر توسط تیری زهرآلود نداشت و او طی جنگ در حالت وخیمی در برج میناس‌تریت خوابیده بود. در عوض گندالف مردمان و سربازان شهر را به مقاومت و پایداری تشویق می‌کرد. وجود او در قسمت‌های مختلف شهر ترس و وحشت مردم از اشباح حلقه را خنثی می‌کرد؛ ولی منجنیق‌های سائورون گلوله‌های آتشین را به داخل شهر پرتاب می‌کردند و بزودی حلقهٔ اول شهر در آتش سوخت. در این حال دنتور تمام عقلش را از دست داد چرا که شهر را در آتش مخرب و پسرش را مرده می‌پنداشت پس رهبری شهر را ترک کرد و زیر دستانش را به فرار دعوت کرد. بعد از آن گندالف رهبری شهر را بر عهده گرفت و هدایت کرد. وقتی که دژکوب بزرگ سائورون، گروند، دروازهٔ شهر را نابود کرد گندالف تنها در ورودی شهر ایستاد. از میان ویرانه‌های دروازه ویچ‌کینگ سوار بر اسبی سیاه نمایان شد و گندالف را به مرگ تهدید کرد؛ ولی گندالف از جای خود تکان نخورد. او سوار بر شدوفکس قوی‌ترین خادم سائورون را به مبارزه می‌طلبید. اما رویارویی آن دو هیچ‌گاه شکل نگرفت چرا که صبح فرا رسید و اولین شعله‌های خورشید همراه با صدای ژرف تعداد زیادی شیپور روهریم‌ها که بالاخره برای کمک به شهر رسیده بودند همراه شد. با شنیدن صدای شیپورهای سواران روهان ویچ‌کینگ دروازه را ترک کرد.
ولی گندالف او را تعقیب نکرد، چرا که پی‌پین اخباری را از برج برای او آورد که دنتور قصد دارد خودکشی کند و خودش و فارامیر را زنده‌زنده همچون شاهان کافر قدیم، بسوزاند. گندالف با عجله برای جلوگیری او رفت تا شاید بتواند فارامیر و نه دنتور را از این دیوانگی رها سازد چرا که دیگر امیدی به دنتور نبود. گندالف در این هنگام دلیل شکست دنتور را یافت چرا که او هنگامی که خود را می‌سوزاند پلانتیری را در دست داشت. او گاهی از آن پلانتیر استفاده می‌کرد تا چیزهایی را فراتر از دید مردم عادی ببیند و در این هنگام اسیر ذهن سائورون شد. اگرچه سائورون نمی‌توانست ذهن او را کاملاً اشغال کند ولی توانست قدرت عظیم موردور و نابودی نزدیک روشنایی را به او تلقین کند و او را به دیوانگی بکشاند و تاریکی از این راه به برج میناس‌تریت راه یافت.
برخلاف انتظار، محاصره شهر شکسته شد. ائوین و مری، ویچ‌کینگ را شکست دادند و آخرین ضجهٔ او را بسیاری شنیدند. صدای او دیگر در آن دوران جهان شنیده نشد. کمی بعد از آن لرد آراگورن با دلیری بی‌انتهایی از طرف جنوب توسط ناوگان دریایی دزدان دریایی که شکست داده بود فرارسید. نیروی مردمان غرب به‌سرعت نیروهای موردور را شکست داد و داخل شهر شد و تمام دشمنان را بی‌درنگ کشت. کارهای و نقشه‌های گندالف همراه با اعمال قهرمانانهٔ دیگران که تا آن زمان دیده نشده بود باعث شد که میناس‌تریت از موج اول حملهٔ موردور زنده بیرون آمد.

#### آخرین جنگ
جنگ میناس‌تریت تنها یکی از نقشه‌های سائورون برای ویرانی غرب و فرمانروایی بر سرزمین میانه بود. سپاه‌های دیگری به طرف اره‌بور، قلمرو جنگلی شاه تراندویل، لوتلورین و نقاط دیگری از آندوین فرستاده شده بودند. با این حال که سپاهیان عظیمی به آن نقاط فرستاده شده بود ولی سائورون بزودی حملهٔ دیگری را به گاندور ترتیب می‌داد. باقی‌ماندهٔ اداین و متحدین آن‌ها در برابر منابع بی‌پایان ارباب تاریکی امید چندانی نداشتند.
در میناس‌تریت، گندالف توسط آراگورن، ایمراهیل و ائومر (آخرین فرماندهان غرب) به عنوان رهبر آخرین جنگ پیش رو انتخاب شد. این می‌توانست اوج کوشش‌های گندالف در سرزمین میانه به‌حساب بیایید. با دانستن کامل این موضوع که نابودی و زندگی مردمان آزاد سرزمین میانه تماماً به نتیجهٔ مأموریت فرودو وابسته‌است، او فرماندهان را به رفتن به سمت شمال موردور و مورانون تشویق کرد تا شاید با این کار چشم سائورون به طرف آن‌ها برگردد و فرودو و حلقه را پیدا نکند و از این راه فرصت کوتاهی برای فرودو ایجاد شود. این یک باخت مصیبت‌بار را در مقابل سپاه بی‌شمار موردور به همراه داشت ولی می‌توانست فرودو را در مأموریتش یاری کند و شانسی برای او بخرد.
با رهبری گندالف و آراگورن آخرین سپاه غرب از آندوین گذر کرد و به سمت شمال حرکت کرد و به ندرت و برای اعلام وجود و فرستادن تعداد اندکی به امور دیگر، در راه می‌ایستادند. وقتی که سپاه به دروازهٔ سیاه رسید ایستاد و آمادهٔ جنگ شد. هنگامی که آن‌ها سپاهیان را نظم می‌داند، زبان سائورون خادم پلید سائورون برای مذاکره بیرون آمد. او زره میتریل فرودو و شمشیر آرنور او، استینگ، را به عنوان مدرکی که اسیر شدن فرودو را ثابت می‌کرد نشان داد؛ و بعد پیشنهاد کرد که سپاه غرب بدون جنگ تسلیم شود؛ ولی گندالف بی‌واهمه آن وسایل را گرفت و پیشنهادها سائورون را رد کرد. با حیرتی عظیم زبان سائورون به سمت دروازهٔ سیاه بازگشت که آرام آرام باز می‌شد و سپاه عظیم موردور را در پس آن نمایش می‌داد که به سمت اربابان غرب حرکت می‌کردند. تلهٔ سائورون اثر کرد.
با این‌حال خود سائورون نیز در تلهٔ گندالف افتاد. فرودو و سام بی‌خبر از همه‌جا بالاخره به کوه هلاکت رسیدند و هنگامی که جنگ آغاز شد فرودو در آستانهٔ شکاف هلاکت ایستاده بود؛ ولی طمع حلقه بر هدفش چیره شد و آن را به انگشت کرد. نزگول‌ها بی‌درنگ توسط اربابشان به سمت شکاف احضار شدند چرا که او بالاخره در وحشتی عظیم به اشتباه فاحشش پی برده بود و فهمید که دشمن قصد از بین بردن حلقه‌اش را داشته.
ولی پیش‌بینی گندالف به واقعیت پیوست و گالوم که همیشه حامل حلقه را تعقیب می‌کرد به فرودو حمله کرد و حلقه را از دست او درآورد اما هنگامی که برای بدست آوردن دوبارهٔ عزیزش خوشحالی می‌کرد سهواً به درون آتش اورودروین افتاد. نابودی حلقه با فوران آتش‌فشان همراه شد و برج باراد-دور و برج‌های نیش از بن نابود شدند. اشباح حلقه همچون ستارگان سوختند و سائورون تا حد سایه‌ای سیاه از نفرت تحلیل رفت و دیگر جهان را تهدید نکرد.
با نابودی سائورون نیروهایش همچون حشرات وحشت زده متفرق شدند و مردمان غرب با خشم آن‌ها را از بین می‌بردند. گندالف پیروزی حامل حلقه و نابودی سائورون را اعلام کرد و برای بار سوم بر گواهیر سوار شد تا بدنبال فرودو و سام بگردد که اگر هنوز زنده باشند آن‌ها را از خطر آتش‌فشان نجات دهد. گندالف باور داشت که آن‌ها زنده‌اند پس آن‌ها را در کوهپایهٔ آتشفشان بر روی صخره‌ای یافت. مأموریت بزرگ به پایان رسیده بود.

### پایان مأموریت فرقه
عضوهای باقی‌ماندهٔ یاران در میناس‌تریت دور هم جمع شدند. در مراسم تاج‌گذاری شاه اله‌سار گندالف (به درخواست خود آراگورن) تاج را بر سر او گذاشت و گفت: «اکنون روزگار حکومت شاه رسیده‌است و تا تخت والار پابرجاست این حکومت متبرک باد!» و بدین صورت دوران جدید مردمان سرزمین میانه آغاز شد.
بعد از تاج‌گذاری و ازدواج آراگورن با آرون، گندالف شهر را همراه با دیگر یاران به مقصد خانه‌هایشان ترک کرد. برای گندالف این آخرین سفر طولانی‌اش در سرزمین میانه به حساب می‌آمد. او مأموریتش در آردا را با موفقیت به اتمام رسانده بود، سائورون شکست خورده بود. او یک به یک از دوستانش خداحافظی کرد تا اینکه فقط چهار هابیت در کنارش ماندند. در مرز شایر او آن‌ها را ترک گفت تا خودشان مشکلات شایر را که افراد پلیدی کنترل آنجا را بدست گرفته بودند، حل کنند. او دیگر به مسائل سادهٔ جهان اهمیتی نمی‌داد. گندالف پس از ترک هابیت‌ها به جنگل قدیمی رفت تا با تام بامبادیل صحبت کند.
اینکه گندالف در دو سال پس از آنچه کرد نامعلوم است. ممکن است که کل آن را به صحبت طولانی‌اش با تام بامبادیل گذرانده باشد. در هر حال در ۲۹ سپتامبر سال ۳۰۲۱ دوران سوم او فرودو را در میت‌لوند ملاقات کرد که آمادهٔ رفتن به آمان توسط کشتی سفید از راه دریا بود. گندالف ناریا را در انگشت داشت و شدوفکس پشت او ایستاده بود. (احتمالاً آن را نیز با خود برده‌است)
مأموریت او به اتمام رسیده بود و اکنون بعد از ۲۰۰۰ سال عازم بازگشت به خانه و وطنش بود. او به گرمی با سام وایز، مری و پی‌پین (که آن دو را از قبل برای همراهی با سام خبر کرده بود) خداحافظی کرد و پس از فرودو، الروند و گالادریل وارد کشتی شد. آن کشتی از دریا گذر کرد و وارد راه مخفی به سمت والینور شد: گندالف دوباره اولورین شد و احتمالاً دوباره در باغ‌های لورین سکونت کرد. اولورین، خردمندترین مایار و تنها ایستاری که بر مأموریت خود وفادار ماند، با موفقیت قلب مردمان آزاد سرزمین میانه را روشن کرد و آن‌ها را در شکست دادن شیطان زمانه‌شان یاری داد. در کل، این پیروزی از برای او بود.

## شخصیت
در ارباب حلقه‌ها گندالف شخصیتی توصیف شده‌است که زود عصبانی شده و در عین‌حال زود می‌خندد. دانش و خرد عمیق او ناشی از صبریست که وی در والینور آموخت و توجه‌اش به تمام موجودات خوب از روی حس ترحمش به ضعفا است. صبر و حس ترحمش بارها و بارها دیده شد و این حس را در مورد دشمنانش داشت.
تیزبینان در او قدرت تحت حجاب را مخصوصاً در چشمانش می‌دیدند که بسیار عمیق بود. او هم مهربان و هم خشن بود. او دیگران را هنگامی که وقت تنگ بود با لحن تند و بی‌تعارفش شگفت‌زده می‌کرد. گندالف به‌شدت با رفتارهای احمقانه برخورد می‌کرد ولی در مقابل کارهایی که به قصد خوب انجام می‌شد را تشویق و تأیید می‌کرد.
هابیت‌ها در چشم او چیزی بیش از دیگر ساحران بودند. او معمولاً در فاصلهٔ بین مأموریت‌هایش به شایر می‌رفت. این رفتار ممکن‌است به دلیل طبیعت آنجا که بیشتر در کتاب هابیت توصیف شده‌است باشد؛ و همچنین ممکن است که به‌دلیل معصومیت آن‌ها و نرسیدن دست نیروهای پلید به آن‌ها تا آن موقع بوده. شاید نحوهٔ زندگی و شکل آن در آنجا او را به یا باغ‌های لورین در والینور می‌انداخت.

## قدرت و توانایی‌ها
در کتاب هابیت، گندالف دانش عظیم خود را در مورد سرزمین‌ها و طبقه‌بندی مختلف قدرت‌های جادویی به نمایش می‌گذارد. او می‌تواند حلقه‌ای از دود درست کند که دور اتاق به چرخش دربیاید. بیلبو آتش‌بازی‌های فوق‌العادهٔ او را همیشه به‌یاد می‌آورد. به‌طور عمده او در ایجاد نورهای کورکننده و دیگر جادوهایی که به آتش مربوط باشد سررشته دارد و توانست دورفها را از دالان گابلینها برهاند. او چوب‌های درخت کاج را مشتعل کرد و به سمت دیگر شلیک کرد و آتشی می‌سازد که به آسانی خاموش نمی‌شود. او همچنین می‌توانست با گروه تورین همراه باشد و رفت‌وآمد کند بدون اینکه کسی متوجه وجود او شود.
در سه‌گانه ارباب حلقه‌ها، او دوباره قدرتش در آتش‌بازی را در جشن بیلبو نمایش داد. او همچنین می‌توانست در شرایط باد و طوفان آتش درست کند و نوری قابل تنظیم را در سفرشان از موریا ایجاد کند. درها را به‌طور جادویی امن و بسته می‌کرد و پل خزد-دوم را نابود کرد. وقتی که در جنگ‌ها عصبانیت بر او چیره می‌شد به نظر می‌آمد که بزرگ‌تر شده و ظاهری ترسناک برای دشمنانش می‌گرفت. او همچنین با بالروگ جنگید و او را کشت. اگرچه خود نیز در این جنگ کشته شد.
بازگشتش به سرزمین میانه به عنوان گندالف سفید با تغییراتی در او همراه بود. او جذبهٔ بیشتری را داشت و دارای بصیرتی عمیق‌تر شده بود اگرچه نتوانست از این قدرت برای ورود به سرزمین موردور استفاده کند و موقعیت فرودو و سام را ببیند. قدرت و توانایی‌هایش به قدری شده بود که چوب‌دستی سارومان با یک دستور که از دهانش خارج شد شکست و آن ساحر خیانت‌کار را از فرقه اخراج کرد. یکی دیگر از قدرت‌های گندالف این است که می‌تواند تعدادی عقاب بزرگ (نصو یک اژدهای بالدار) را در لحظه ناامیدی فرا خواند، حضور این عقاب‌های بزرگ در سه‌گانه هابیت و ارباب حلقه‌ها تأیید شده‌است. همان‌طور که در رمان‌ها و فیلم‌ها می‌توان دید یا خواند پنجه‌های این عقاب‌ها بسیار کوبنده و بال‌های آن‌ها آن قدر قدرتمند است که با یک بار بال زدن بادی قدرتمند ایجاد کند (هابیت ۱)، منقارهای این عقاب‌ها بزرگ و بسیار قدرتمند است آن قدر که می‌تواند پوست اژدها را سوراخ کنند (ارباب حلقه‌ها ۳) از نشانه‌های این قدرت گندالف دیدن یک شب‌پره قهوه ای رنگ است، که در مجموعه هابیت و مجموعه ارباب حلقه‌ها می‌توان دید که چگونه بر دشمنان یورش می‌برند.

### وسایل ویژه
همچون همهٔ ساحران، گندالف چوبدستی با خود به همراه داشت. این چوب‌دستی برای ایجاد جادوهایی خاص لازم بود. بیشتر اوقات این چوب‌دستی برای متمرکز کردن جادویش در یک نقطه بکار می‌آمد مثل ایجاد نور ثابت. اینکه این وسیله چقدر در قدرت ساحران تأثیر می‌گذارد نامشخص است ولی گریمای مارزبان تأکید کرده بود که به او اجازه ندهید که چوبدستی‌اش را همراه خود به تالار ادوراس بیاورد چون بدون آن قدرتش محدود خواهد شد؛ و احتمالاً او این قضیه را از سارومان آموخته بود.
وقتی گندالف به سرزمین میانه وارد شد یکی از سه حلقهٔ الفی، ناریا، توسط کیردان کشتی‌ساز به او بخشیده شد و این واضح است که او تا وقتی که در سرزمین میانه بود آن را در دست داشت.
در سال ۲۹۴۱ او شمشیری به نام گلامدرینگ را از گنجینه‌های ترولی پیدا کرد و او را تا آخر به همراه خود داشت و در جنگ‌های عادی و همچنین جنگش علیه بالروگ استفاده می‌کرد.
او همچنین در سرزمین میانه همراه پیپش شناخته می‌شد که احتمالاً استفاده از آن به او لذتی عظیم می‌داد.

## ریشه‌یابی نام‌ها
فارامیر گفت: «ما به سبک الف‌ها او را میتراندیر می‌نامیدیم و او نیز راضی بود. می‌گفت: نام‌های من در سرزمین های متعدد مختلف است در میان الف‌ها میتراندیر و در میان دورف‌ها تارخون؛ هنگام جوانی در غرب اولورین بودم که اکنون فراموش شده است، و در جنوب اینکانوس، در شمال، گندالف؛ و پا در شرق نمی‌گذارم.»

جی. آر. آر. تالکین
- اولورین، نامش در والینور و دوران کهن «هنگام جوانی اولورین بودم در غرب که اکنون فراموش شده‌است» این کلمه‌ای کوئنیایی است و به معنای رؤیا یا بینندهٔ رؤیا می‌باشد.
- میتراندیر، نام سینداری او که در گاندور استفاده می‌شد به معنای زائر خاکستری.
- گندالف خاکستری،[۶]
- اینکانوس، نامش در جنوب بود در زبانی و معنی‌ای ناشناس.
- تارخون، نامش در میان دورفها به معنی مرد چوبدستی یا مرد خاکستری.
- سوار سفید، نامش هنگامی که بر اسب بزرگش شدوفکس می‌نشست.
- مرغ طوفان، که بر مبنای این که رسیدنش همیشه در اوقات بدبختی و مشکلات بود به او داده شد.
- لت‌اسپل، نامی که گریمای مارزبان به او داد به معنای بد خبر.